# Danistik
Die Danistik ist ein Teilbereich der Skandinavistik bzw. der Nordistik. Sie setzt sich mit dänischer Sprache, Literatur und Kultur auseinander. Das Fach teilt sich in ältere und neuere Danistik. Dänisch wird an allen skandinavistischen Instituten und am Institut für Dänische Sprache an der Universität in Flensburg angeboten.
An den Universitäten in Kiel, Greifswald und Flensburg werden Dänisch-Lehrer ausgebildet. Vor allem im Landesteil Südschleswig besteht Bedarf an qualifizierten Dänisch-Lehrern.
Mit Ausnahme Flensburgs kann Danistik in Deutschland nicht losgelöst vom Studienfach Skandinavistik studiert werden.
Näheres unter Skandinavistik